# Giennadij Sizow
Giennadij Fiodorowicz Sizow (ros. Геннадий Фёдорович Сизов, ur. 23 stycznia?/5 lutego 1903 we wsi Żylino w guberni kostromskiej, zm. 14 grudnia 1991 w Moskwie) – radziecki polityk, przewodniczący Centralnej Komisji Rewizyjnej KPZR (1966-1986), członek KC KPZR (1964-1966).
1922-1925 słuchacz fakultetu robotniczego w Kostromie, 1925-1926 w Armii Czerwonej, od 1926 w WKP(b), 1930 ukończył studia na Wydziale Zootechnicznym Moskiewskiej Akademii Rolniczej. Od 1930 kierownik wydziału i później dyrektor moskiewskiego instytutu hodowli bydła mlecznego, od 1933 dyrektor sowchozu hodowlanego, szef wydziału trustu sowchozów, kierownik grupy mlecznych sowchozów, zastępca szefa zarządu sowchozów i dyrektor trustu sowchozów hodowlanych w Kraju Ałtajskim, później do 1941 zastępca kierownika wydziału rolnego Komitetu Obwodowego WKP(b) w Nowosybirsku i szef obwodowego wydziału rolniczego w Nowosybirsku. 1941-1947 w Armii Czerwonej/Armii Radzieckiej, uczestnik walk z Niemcami, 1947-1951 dyrektor trustu sowchozów w obwodzie kurgańskim, 1951-1952 kierownik wydziału rolnego Komitetu Obwodowego WKP(b) w Kurganie, 1952-1954 II sekretarz tego komitetu. Od marca 1954 do marca 1955 przewodniczący Komitetu Wykonawczego Rady Obwodowej w Kurganie, od 2 kwietnia 1955 do 14 kwietnia 1966 I sekretarz Komitetu Obwodowego KPZR (od stycznia 1963 do grudnia 1964: Wiejskiego Komitetu Obwodowego KPZR) w Kurganie. Od 25 lutego 1956 zastępca członka, a od 16 listopada 1964 do 29 marca 1966 członek KC KPZR. Od 8 kwietnia 1966 do 25 lutego 1986 członek i przewodniczący Centralnej Komisji Rewizyjnej KPZR, następnie na emeryturze. Deputowany do Rady Najwyższej ZSRR od 5 do 9 kadencji.

## Odznaczenia
- Order Lenina (dwukrotnie - 1963 i 1983)
- Order Rewolucji Październikowej (1973)
- Order Wojny Ojczyźnianej I klasy (1944 i 1985)
- Order Wojny Ojczyźnianej II klasy (1943)
- Order Czerwonego Sztandaru Pracy (trzykrotnie - 1957, 1966 i 1978)
- Order Czerwonej Gwiazdy (1944)
- Wielka Złota Gwiazda Wystawy Osiągnięć Gospodarki Ludowej ZSRR (dwukrotnie - 1955 i 1960)